# Billbergia vittata

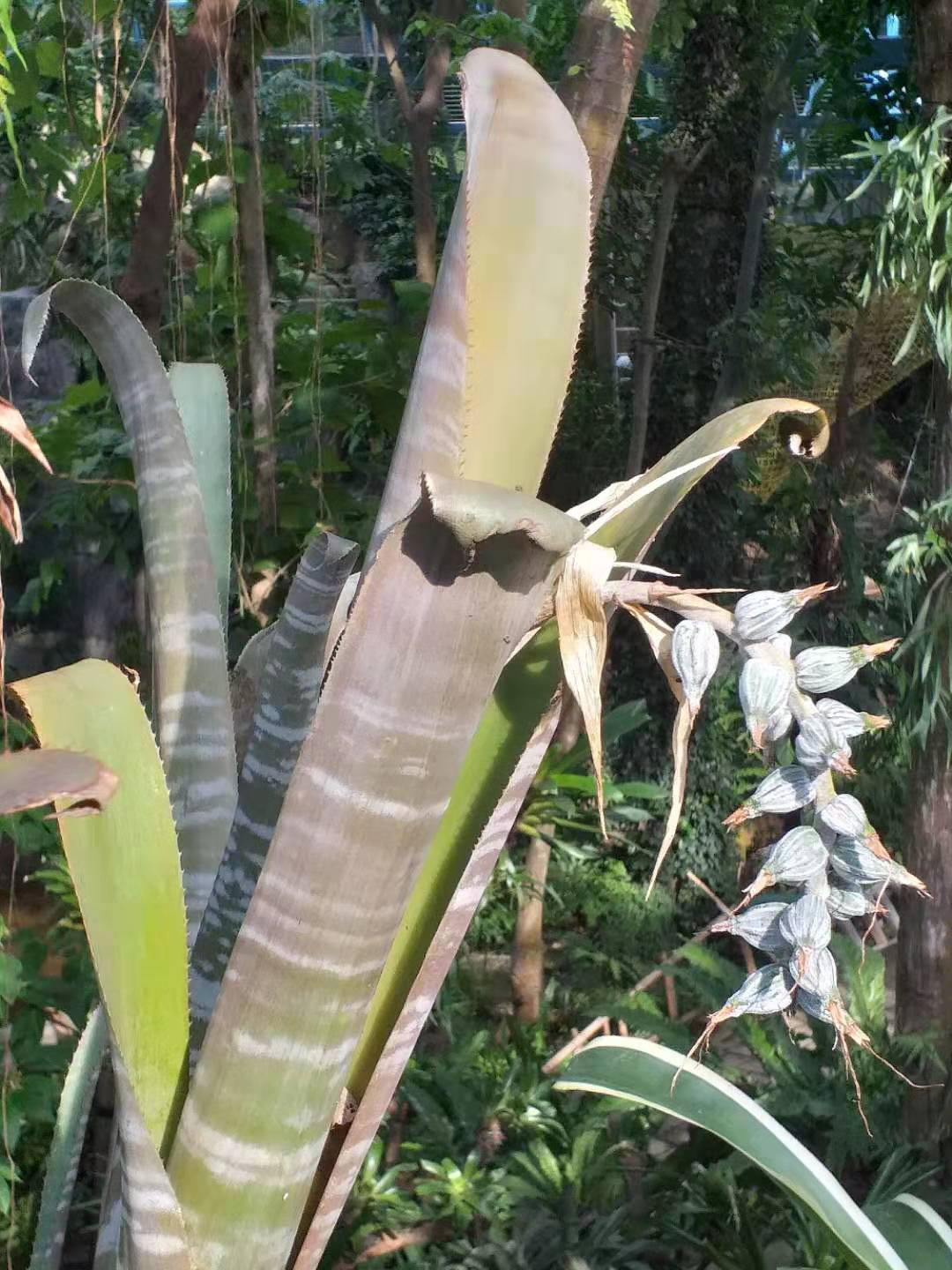
Billbergia vittata Brongniart

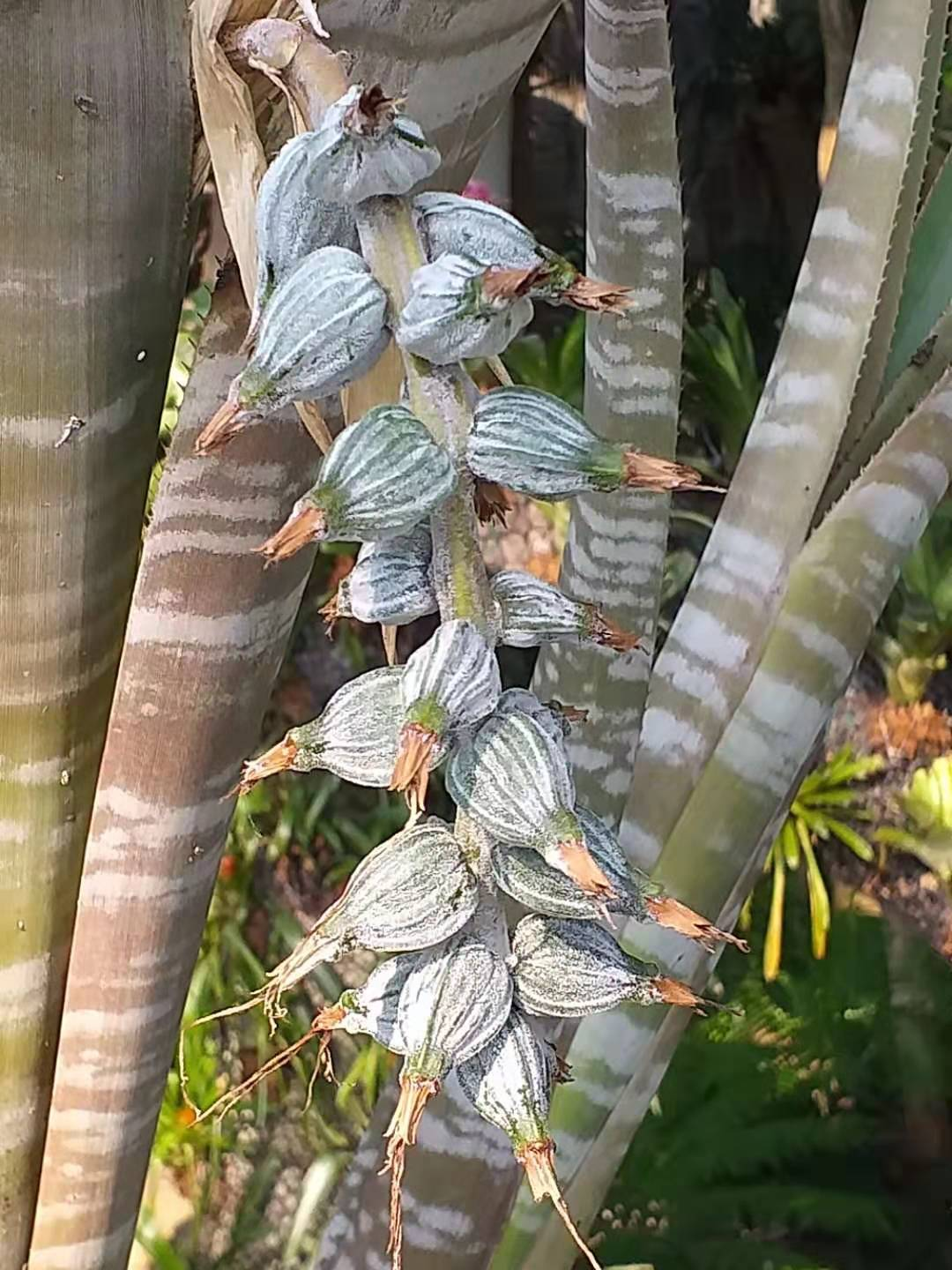
Billbergia vittata Brongniart

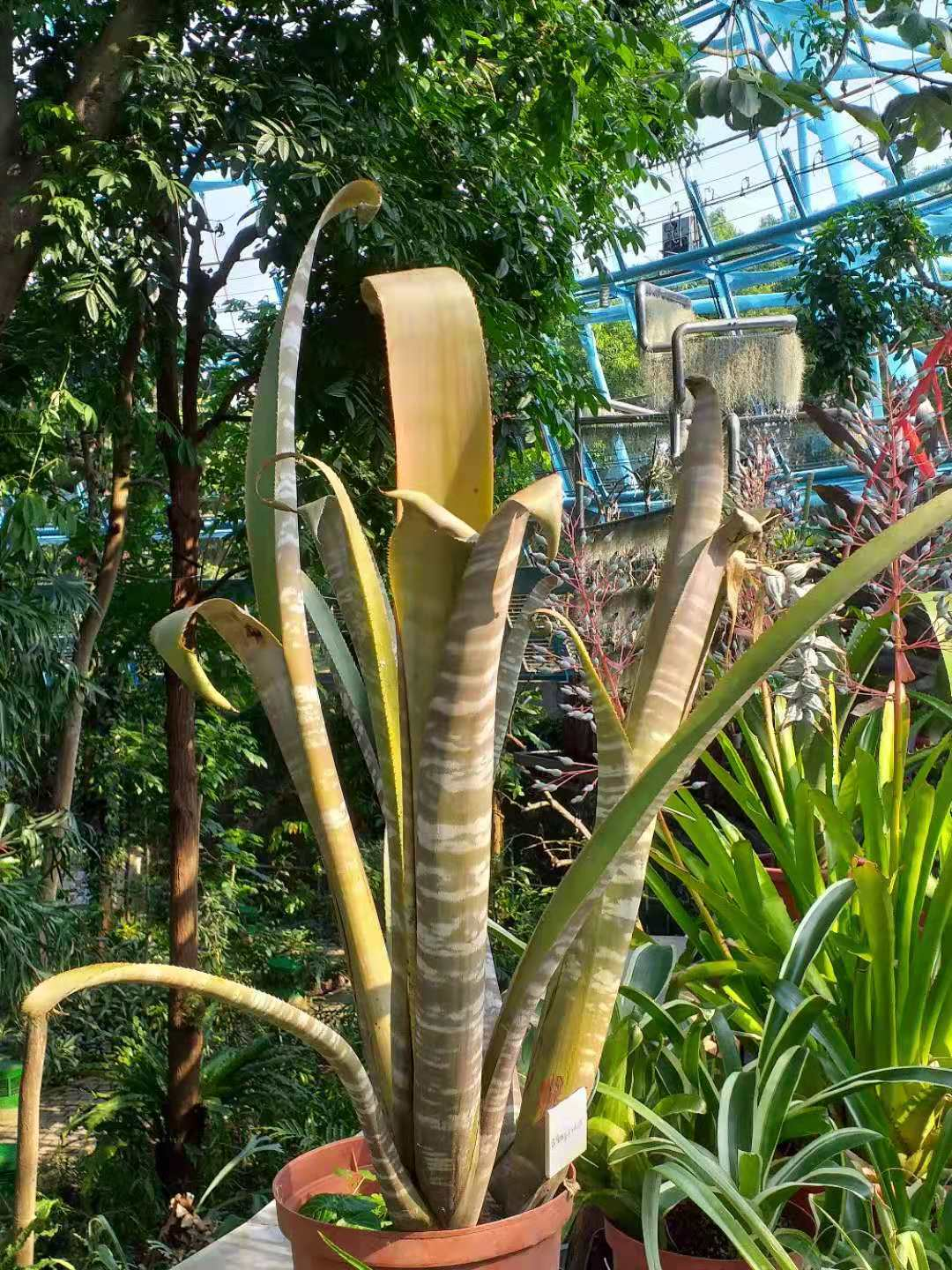
Billbergia vittata Brongniart

Billbergia vittata là một loài thực vật có hoa trong họ Bromeliaceae. Loài này được Brongn. ex Morel mô tả khoa học đầu tiên năm 1848.